# Ingrid Thyssen
Ingrid Thyssen, auch Ingrid Anna Thyssen (* 9. Januar 1956 in Aachen) ist eine ehemalige deutsche Speerwerferin.
Bei den Leichtathletik-Europameisterschaften wurde sie 1978 in Prag Siebte und 1982 in Athen Neunte.
1983 schied sie bei den Leichtathletik-Weltmeisterschaften in Helsinki in der Qualifikation aus, und 1984 wurde sie bei den Olympischen Spielen in Los Angeles Sechste.
Einem siebten Platz bei den Europameisterschaften 1986 in Stuttgart folgte ein neunter bei den Weltmeisterschaften 1987 in Rom und ein achter bei den Olympischen Spielen 1988 in Seoul. Ihre internationale Karriere schloss sie mit einem sechsten Platz bei den Europameisterschaften 1990 in Split ab.
Achtmal wurde sie Deutsche Meisterin (1979–1984, 1987, 1988) und viermal Deutsche Vizemeisterin (1976, 1978, 1986, 1989).
Ingrid Thyssen begann ihre Sportkarriere bei der Aachener TG und startete später für den ASV Köln sowie ab 1978 für die LG Bayer Leverkusen.
Nach Beendigung ihrer leistungssportlichen Karriere ist sie als Nachwuchstrainerin beim TSV Bayer 04 Leverkusen tätig. Gelegentlich trat sie auch bei Wettkämpfen an. So wurde sie im Jahr 2006 deutsche Seniorenmeisterin im Speerwurf in der Altersklasse W50 mit neuer Weltrekordweite von 44,20 m.

## Persönliche Bestleistungen
- Speerwurf (altes Modell): 69,68 m, 21. August 1987, Berlin
- Speerwurf (neues Modell): 45,16 m, 1. Mai 1999, Köln